# Vučica (ort)
Vučica är en ort i Montenegro. Den ligger i den centrala delen av landet, 20 km nordväst om huvudstaden Podgorica. Vučica ligger 120 meter över havet och antalet invånare är 191.
Terrängen runt Vučica är varierad. Runt Vučica är det ganska glesbefolkat, med 48 invånare per kvadratkilometer. Närmaste större samhälle är Podgorica, 19,6 km sydost om Vučica. Omgivningarna runt Vučica är en mosaik av jordbruksmark och naturlig växtlighet.